# Farmersburg (Indiana)
Farmersburg – miasto w Stanach Zjednoczonych, w stanie Indiana, w hrabstwie Sullivan.